# درنیک-آشوت واسپوراکان
دِرِنیک-آشوت واسپوراکان (ارمنی: Դերենիկ-Աշոտ Արծրունի; انگلیسی: Derenik-Ashot of Vaspurakan درگذشته ۹۵۸/۹۵۹ میلادی) دومین پادشاه پادشاهی واسپوراکان بود که بین سال‌های ۹۳۷/۹۴۳ تا ۹۵۸/۹۵۹ میلادی سلطنت کرد.
وی پس از پدرش گاگیک یکم واسپوراکان به پادشاهی رسید.
شهر وان در اوایل سده دهم میلادی و در عصر پادشاهی درنیک، بازسازی و چهره آن کاملاً دگرگون شد. این بازسازی‌ها شامل ایجاد استحکامات جدید بر روی بنای دژ قدیمی، احداث کانال‌های آبی به منظور آب رسانی به زمین‌های کشاورزی داخل شهر و ساخت قصر باشکوهی بود که بر عظمت و رونق شهر افزود.